# Vermiculariopsiella
Vermiculariopsiella är ett släkte av svampar. Vermiculariopsiella ingår i familjen Helminthosphaeriaceae, ordningen Sordariales, klassen Sordariomycetes, divisionen sporsäcksvampar och riket svampar.
|                     | Diplococcium                                  |
|                     |                                               |
|                     | Spadicoides                                   |
|                     |                                               |
|                     | Ceratosporium                                 |
|                     |                                               |
|                     | Echinosphaeria                                |
|                     |                                               |
|                     | Tengiomyces                                   |
|                     |                                               |
|                     | Helminthosphaeria                             |
|                     |                                               |
|                     | Endophragmiella                               |
|                     |                                               |
|                     | Oramasia                                      |
|                     |                                               |
| Vermiculariopsiella | \| \| Vermiculariopsiella immersa \| \| \| \| |
|                     | \| \| Vermiculariopsiella immersa \| \| \| \| |
|                     | Vermiculariopsiella immersa                   |
|                     |                                               |

|  | Vermiculariopsiella immersa |
|  |                             |